# 미드나잇 선 (2018년 영화)
미드나잇 선(Midnight Sun)은 스콧 스피어 감독의 2018년 미국의 로맨스 영화이다. 일본의 영화 '태양의 노래(2007)'를 리메이크 한 영화이다. 색소성건피증(XP)라는 희귀한 피부병을 가진 케이티가 창 밖으로 보며 짝사랑해 온 남자 찰리와 함께하며 일어나는 이야기가 담겨있다.  

## 소개
XP(색소성건피증)라는 희귀병으로 태양을 피해야만 하는 케이티. 오직 밤에만 외출이 허락된 그녀에게는 어머니가 남겨준 기타와 창문 너머로 10년째 짝사랑해온 ‘찰리’가 세상의 빛이다. 어느 날 작은 기차역에서 한밤의 버스킹을 하던 ‘케이티’의 앞에 ‘찰리’가 나타나고, 두 사람은 매일 밤마다 모두가 부러워하는 완벽한 데이트를 이어간다. 처음으로 함께 여행을 떠난 날, 꿈 같은 시간을 보내던 ‘케이티’는 그만 지켜야만 하는 규칙을 어기게 되고 결국 피할 수 없는 선택을 해야만 하는데… 
```
 너에게 하고 싶은 진짜 사랑 고백 태양이 뜬 뒤에도 내 곁에 있어줄래?
```

## 출연

### 주연
- 케이티 프라이스役- 벨라 손
- 찰리 리드役- 패트릭 슈왈제네거

### 조연
- 잭 프라이스役-롭 리글
- 모건役-퀸 쉐퍼드
- 가버役- 니콜라스 쿰베
- 마크 리드役- 켄 트렘블렛
- 바브 리드役- 젠 그리핀
- 조이 카마이클役- 티에라 스코브예
- 블레이크 존스役-폴 맥길리언

## 기타
- 원작자: 반도 켄지
- 음향편집: 라이언 콜린스
- 미술: 에릭 프라서
- 배역: 리츠 델리아

## 사운드트랙
1. "Burn So Bright", Bella Thorne, 3:22
2. "Reaching", Bella Thorne, 2:44
3. "Warsaw", Morgan Kibby, 3:52
4. "What's Real", WATERS, 3:27
5. "Stockholm", Adriel, 3:14
6. "Sweet Feeling", Bella Thorne, 2:07
7. "Walk With Me", Bella Thorne, 3:24
8. "Where I Stand", Mia Wray, 3:23
9. "Let The Light In", Bella Thorne, 3:18
10. "Katie's House", Nate Walcott, 2:16
11. "Mom's Guitar", Nate Walcott, 1:36
12. "I'm Old School Too", Nate Walcott, 0:52
13. "Facts", Nate Walcott, 0:42
14. "Chili Party", Nate Walcott, 0:40
15. "Boat Dock Talk", Nate Walcott, 1:18
16. "Sailing Sounds Perfect", Nate Walcott, 1:15
17. "Wanna Go out on a Real Date?", Nate Walcott, 1:23
18. "I'm Not Swimming", Nate Walcott, 1:22
19. "Skinny Dip Kiss", Nate Walcott, 1:58
20. "Sunrise", Nate Walcott, 1:58
21. "Triggering Event", Nate Walcott, 1:35
22. "That Would Be Fine", Nate Walcott, 0:54